# Radosław Majecki
Radosław Majecki, né le 16 novembre 1999 à Starachowice en Pologne, est un footballeur international polonais qui évolue au poste de gardien de but au Stade brestois 29 en prêt de l'AS Monaco.

## Biographie

### Débuts en Pologne
Natif de Starachowice en Pologne, Radosław Majecki est formé par le Legia Varsovie, qu'il rejoint en 2014 après être passé par le KSZO Ostrowiec Świętokrzyski. Ce n'est pourtant pas avec ce club qu'il débute en professionnel, mais avec le Stal Mielec, en deuxième division polonaise où il est prêté par le Legia durant la saison 2017-2018. Ainsi, le 28 juillet 2017, il joue son premier match en professionnel face au Ruch Chorzów, en championnat. Il s'en sort sans encaisser le moindre but et son équipe s'impose (1-0 score final). Avec le Stal Mielec, le jeune gardien obtient un rôle de titulaire qui lui permet de faire une saison pleine à 33 matchs toutes compétitions confondues.
Majecki est de retour dans son club formateur pour la saison 2018-2019. Il joue son premier match pour le Legia Varsovie le 30 octobre 2018, en Coupe de Pologne face au Piast Gliwice. Alors que les deux équipes se neutralisent (1-1), le match est suivi d'une séance de tirs au but, durant laquelle Majecki détourne un tir, contribuant à la victoire finale des siens dans cet exercice. Quatre jours plus tard, il dispute son premier match en première division, contre le Górnik Zabrze. Dans une saison délicate pour le Legia, qui aura changé son entraîneur deux fois et utilisé ses trois gardiens à part égale, Majecki s'en sort avec 17 matchs joués toutes compétitions confondues.

### AS Monaco
Le 29 janvier 2020, l'AS Monaco annonce son transfert avec un contrat courant jusqu'en juin 2024, suivi d'un prêt de six mois au Legia,.
Il joue son premier match de Ligue 1 contre le FC Nantes (13e journée, victoire 2-1) lors du 1000e succès de l'ASM parmi l'élite. Il dispute tous les matches de la Coupe de France 2020-2021 à partir des 32èmes de finale, n'encaissant aucun but avant les demi-finales. Il encaisse alors un but d'Alexi Peuget face à Rumilly, évoluant en National 2, lors de la qualification de son équipe (victoire 1-5).

### Cercle Bruges
Après deux saisons passées sur le banc de l'AS Monaco, Radosław Majecki est prêté pour une saison au Cercle Bruges en juillet 2022. 
Il joue son premier match pour le club belge le 30 juillet 2022, lors d'une rencontre de championnat contre le RSC Anderlecht. Il est titularisé et son équipe s'impose par un but à zéro.

### Retour à Monaco
Majecki retourne à l'AS Monaco à la fin de son prêt, mais n'étant pas considéré comme un potentiel titulaire, il doit endosser un rôle de doublure avec l'arrivée de Philipp Köhn, recruté pour être le numéro un dans les buts monégasques. Le 7 janvier 2024, il réalise un match sérieux en arrêtant notamment 2 tirs au but adverses, qualifiant son équipe en 16èmes de finale sur le terrain du RC Lens. Il prend part aux matches de Ligue 1 de son équipe en qualité de numéro un après être passé devant l'ex-numéro un Philipp Köhn du fait de ses très bonnes performances. Ainsi, il participe à la victoire sur le terrain du RC Lens 3-2 lors de la 23ème journée de Ligue 1. Puis, il garde sa cage inviolée en se montrant impérial lors de la réception du Paris SG lors de la 24ème journée de Ligue 1, et continue sur sa lancée contre le Stade Rennais en étant homme du match. Lors des 28ème et 30ème journée de Ligue 1, il réussit deux matches sans encaisser de but contre Rennes et contre le Stade Brestois.
Le 18 octobre 2024, il joue son premier match de la saison 2024-2025 en Ligue 1, après une blessure l'ayant privé des premiers matches de cet exercice. Lors de celui-ci, il n'encaisse aucun but et Monaco et Lille se neutralisent 0-0.

### Stade brestois 29
Radosław Majecki rejoint le Stade brestois 29 le 9 août 2025, sous la forme d'un prêt d'une saison.

### En sélection
Radosław Majecki représente l'équipe de Pologne des moins de 17 ans. Il joue en tout trois matchs avec cette équipe, deux en 2015 et un en 2016.
Il est sélectionné avec l'équipe de Pologne des moins de 19 ans de 2017 à 2018, pour un total de neuf matchs joués.
Radosław Majecki est sélectionné avec l'équipe de Pologne des moins de 20 ans pour participer à la Coupe du monde des moins de 20 ans en 2019 organisée à domicile. Il est le portier titulaire lors de cette compétition et porte même le brassard de capitaine à deux reprises. Les Polonais vont jusqu'en huitièmes de finale, où ils sont défaits face à l'Italie (1-0).
Deux mois plus tard, il est sélectionné en équipe de Pologne espoirs. Il reste sur le banc contre la Lettonie et doit attendre le 4 septembre 2020 pour fêter sa première cape lors d'un succès 6-0 en Estonie, lors des éliminatoires de l'Euro 2021.
Le 30 septembre 2019, il est convoqué pour la première fois en équipe de Pologne,, lors des qualifications à l'Euro 2020, pour être le troisième gardien de la sélection. Il remplace dans la liste Łukasz Fabiański, blessé.
Il fête sa première sélection en remplaçant Łukasz Fabiański à la 57e minute lors d'une victoire 5-0 contre Saint-Marin le 9 octobre 2021.

## Statistiques
| Saison                | Club                     | Championnat           | Championnat | Championnat | Coupe nationale | Coupe nationale | Coupe de la Ligue | Coupe de la Ligue | Compétition(s) continentale(s) | Compétition(s) continentale(s) | Compétition(s) continentale(s) | Pologne | Pologne | Total | Total |
| Saison                | Club                     | Division              | M.          | B.          | M.              | B.              | M.                | B.                | Comp.                          | M.                             | B.                             | M.      | B.      | M.    | B.    |
| 2017-2018             | Stal Mielec (prêt)       | I liga                | 32          | 0           | 1               | 0               | -                 | -                 | -                              | -                              | -                              | -       | -       | 33    | 0     |
| 2018-2019             | Legia Varsovie           | Ekstraklasa           | 14          | 0           | 3               | 0               | -                 | -                 | -                              | -                              | -                              | -       | -       | 17    | 0     |
| 2019-2020             | Legia Varsovie           | Ekstraklasa           | 33          | 0           | -               | -               | -                 | -                 | C3                             | 8                              | 0                              | -       | -       | 41    | 0     |
| Sous-total            | Sous-total               | Sous-total            | 47          | 0           | 3               | 0               | 0                 | 0                 | -                              | 8                              | 0                              | -       | -       | 58    | 0     |
| 2020-2021             | AS Monaco                | Ligue 1               | 1           | 0           | 6               | 0               | -                 | -                 | -                              | -                              | -                              | -       | -       | 7     | 0     |
| 2021-2022             | AS Monaco                | Ligue 1               | -           | -           | 2               | 0               | -                 | -                 | C1+C3                          | 1+1                            | 0                              | 1       | 0       | 5     | 0     |
| 2023-2024             | AS Monaco                | Ligue 1               | 12          | 0           | 3               | 0               | -                 | -                 | -                              | -                              | -                              | -       | -       | 15    | 0     |
| 2024-2025             | AS Monaco                | Ligue 1               | 15          | 0           | -               | -               | -                 | -                 | C1                             | 8                              | 0                              | -       | -       | 23    | 0     |
| Sous-total            | Sous-total               | Sous-total            | 28          | 0           | 11              | 0               | -                 | -                 | -                              | 10                             | 0                              | 1       | 0       | 50    | 0     |
| 2022-2023             | Cercle Bruges KSV (prêt) | Jupiler Pro League    | 28+6        | 0           | -               | -               | -                 | -                 | -                              | -                              | -                              | -       | -       | 34    | 0     |
| 2025-2026             | Stade brestois 29 (prêt) | Ligue 1               | 1           | 0           |                 | -               | -                 | -                 | -                              | -                              | -                              | -       | -       | 1     | 0     |
| Total sur la carrière | Total sur la carrière    | Total sur la carrière | 143         | 0           | 15              | 0               | 0                 | 0                 | -                              | 18                             | 0                              | 1       | 0       | 177   | 0     |

### Liste des matches internationaux
| Match international de Radosław Majecki | Match international de Radosław Majecki | Match international de Radosław Majecki       | Match international de Radosław Majecki | Match international de Radosław Majecki | Match international de Radosław Majecki | Match international de Radosław Majecki                             |
|                                         | Date                                    | Lieu                                          | Adversaire                              | Résultat                                | Compétition                             | Notes                                                               |
| --------------------------------------- | --------------------------------------- | --------------------------------------------- | --------------------------------------- | --------------------------------------- | --------------------------------------- | ------------------------------------------------------------------- |
| 1.                                      | 9 octobre 2021                          | Stade national de Varsovie, Varsovie, Pologne | Saint-Marin                             | 5 - 0                                   | Éliminatoires Coupe du monde 2022       | Entré en jeu à la place de Łukasz Fabiański à la 57e minute de jeu. |

## Palmarès
|  |  | Legia Varsovie - Championnat de Pologne - Vainqueur : 2020 - Championnat de Pologne des moins de 19 ans - Vainqueur : 2016 |  | AS Monaco - Coupe de France - Finaliste : 2021 - Championnat de France - Vice-champion : 2024 |